# ポートラバカ (テキサス州)
ポートラバカ（英: Port Lavaca）は、アメリカ合衆国テキサス州の都市。カルフーン郡の郡庁所在地である。人口は1万1557人（2020年）。ビクトリア都市圏に含まれる。

## 地理
ポートラバカ市は北緯28度36分56秒 西経96度37分47秒 / 北緯28.61556度 西経96.62972度 (28.615635, -96.629741)に位置している。
アメリカ合衆国国勢調査局に拠れば、郡域全面積は13.6平方マイル (35.2 km2)であり、このうち陸地9.8平方マイル (25.4 km2)、水域は3.8平方マイル (9.8 km2)で水域率は28.23%である

### 気候
ポートラバカでは州内でこれまでの最高風速を記録した。1961年9月に襲来したハリケーン・カーラのとき、風速 170マイル/時 (76 m/秒) の突風が吹いた。2004年、ポートラバカを含む南テキサスでは、記録破りの12インチ (30 cm) の積雪があった。

## 経済

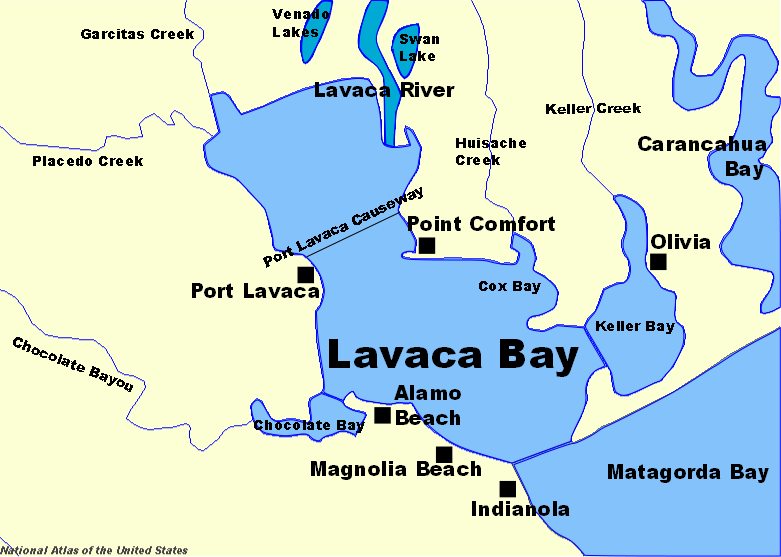
ラバカ湾

重要な経済の中心がポートラバカの港である。アルコア、フォルモサ・プラスティックス、デュポンなど大型製造施設幾つかの間に位置しており、そこで多くの市民が働いている。地元経済では漁業が重要であり、特にエビと牡蠣の漁が大きい。観光業もポートラバカ経済の幾らかを占めている。寒い州やカナダから来る「冬のテキサス人」が10月から4月の間に市内に多くあるRV車やキャンピングカーの駐車場を利用している。

## 教育
ポートラバカの公共教育はカルフーン郡独立教育学区が管轄している。幼稚園前から5年生を教える小学校は2校ある。H・J・M小学校とジャクソン/ルーズベルト小学校である。全ての住人はトラビス中学校（6年生から8年生）とカルフーン高校（9年生から12年生）の中に入っている。もう一つホープ久光がある。これは特別な需要のある生徒のための学校である。アワーレディ・オブ・ザ・ガルフ・カトリック学校（幼稚園前から8年生）は1996年から生徒を受け入れている。
ビクトリア・カレッジは元ハリソン小学校の構内に外部キャンパスを持っている。そこで提供されるコースの大半は遠隔学習と、ビクトリア・カレッジの主キャンパスから送られてくる"ITV"テレビ学習である。

## 医療
ポートラバカ市内にあるメモリアル医療センターは、市と郡の患者を受け入れる小さな病院である。

## 交通
カルフーン郡空港は一般用途空港であり、ポートラバカの北西、カルフーン郡の未編入領域にある。Rトランジットはビクトリア都市圏のバス便を運行している。アメリカ国道87号線（メインストリート）は4車線中央分離帯付きで市内に入り、歴史ある中心街を通るときは狭くなる。

## 娯楽と余暇

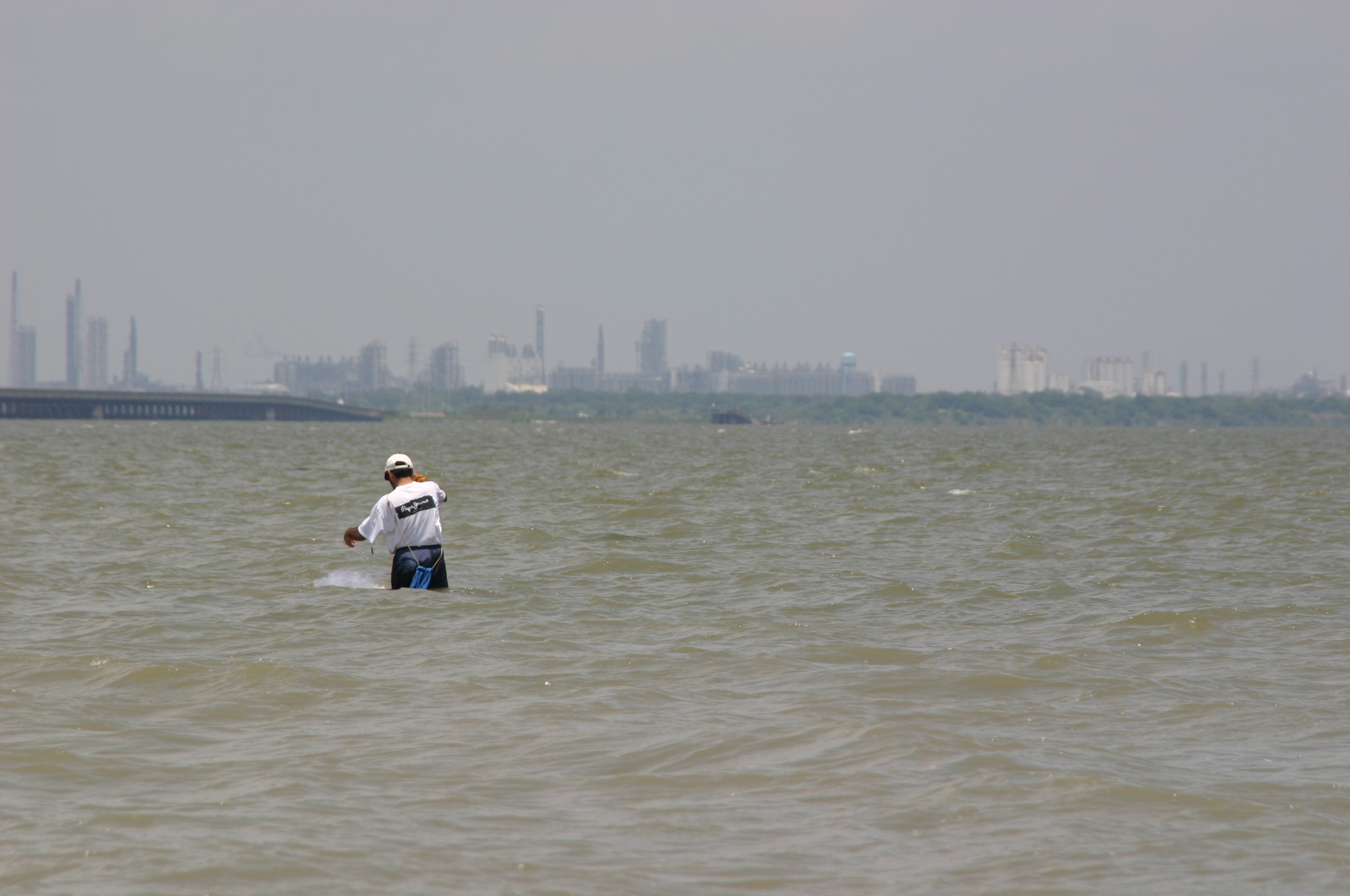
釣り人

ポートラバカは地域ではその町の大きさのわりに食堂が多いことで知られている。地元のテキサス・メキシコスタイルのレストランが特に人気がある。そこでは南テキサス・スタイルのメキシコの影響を受けた料理を出しており、チーズやチリソースを使った重たい料理である。海産物もほぼ全てのレストランである程度見つけられる。
2006年、市内で夜の釣り人のために照明付釣り桟橋2か所が建設された。1つは6マイルパークにある。この桟橋はメインストリートの東端、ノーティカル・ランディングス・マリーナの近くにある。2つ目の桟橋はライトハウス桟橋であり、ラバカ湾の州道35号線沿いにある。6マイル桟橋（およびボート・・ランプ）は州道35号線とFM1090（バージニア通り）の交差点から約6マイル (10 km) のFM1090沿い北西にある。この地域で獲れる獲物は鮭、マダラマス、ヒラメ、ニベなどである。
州道35号線とラバカ湾が交差するところにあるライトハウス海浜には、天蓋のあるピクニックテーブル、水泳場、バードウォッチング・トレイルがある。

## 人口動態
以下は2000年の国勢調査による人口統計データである。
| 基礎データ - 人口: 12,035 人 - 世帯数: 4,189 世帯 - 家族数: 3,133 家族 - 人口密度: 474.6人/km2（1,229.9 人/mi2） - 住居数: 4,791 軒 - 住居密度: 188.9軒/km2（489.6軒/mi2） 人種別人口構成 - 白人: 71.95% - アフリカン・アメリカン: 4.05% - ネイティブ・アメリカン: 0.47% - アジア人: 3.96% - 太平洋諸島系: 0.08% - その他の人種: 16.92% - 混血: 2.58% - ヒスパニック・ラテン系: 50.11% ヨーロッパ系アメリカ人（白人）の40.5%は、モラビア系（ドイツ系とチェコ系）である。 | 年齢別人口構成 - 18歳未満: 30.3% - 18-24歳: 9.6% - 25-44歳: 28.7% - 45-64歳: 19.3% - 65歳以上: 12.1% - 年齢の中央値: 32歳 - 性比（女性100人あたり男性の人口） - 総人口: 99.2 - 18歳以上: 95.8 世帯と家族（対世帯数） - 18歳未満の子供がいる: 39.0% - 結婚・同居している夫婦: 56.5% - 未婚・離婚・死別女性が世帯主: 13.7% - 非家族世帯: 25.2% - 単身世帯: 21.2% - 65歳以上の老人1人暮らし: 8.5% - 平均構成人数 - 世帯: 2.83人 - 家族: 3.31人 | 収入と家計 - 収入の中央値 - 世帯: 33,626米ドル - 家族: 38,250米ドル - 性別 - 男性: 35,526米ドル - 女性: 18,427米ドル - 人口1人あたり収入: 15,431米ドル - 貧困線以下 - 対人口: 20.1% - 対家族数: 16.8% - 18歳未満: 25.0% - 65歳以上: 14.7% |

## 著名な出身者
- ホープ・ドラーシク（1984年-）、雑誌PLAYBOYの2010年プレイメイト・オブ・ザ・イヤー[6]
- ネルバ・ゴンザレス・ラモス（1965年-）、テキサス州地区裁判所判事、連邦地区裁判所南部テキサス地区判事候補者[7]
- A・T・パワーズ（1896年 - 1975年）、ミッショナリー・バプテスト牧師、少年時代をポートラバカで過ごした[8]
- ブルシーン・スミス、1971年ミス・ワールドUSA、1974年ミスUSAインターナショナル、1974年ミス・インターナショナル